# آندریاس یاکوبسون
آندریاس یاکوبسون (سوئدی: Andreas Jakobsson؛ زادهٔ ۶ اکتبر ۱۹۷۲) بازیکن فوتبال بازنشسته اهل سوئد است.

## تیم ملی
وی همچنین در تیم ملی فوتبال سوئد بازی کرده، و عضو این تیم در جام جهانی فوتبال ۲۰۰۲ بوده است.